# Азроян, Вазген Завенович
Вазген Завенович Азроян (род. 22 января 1977 года в Одессе) — фигурист, выступавший в танцах на льду за Россию, а позже за Армению. Серебряный призёр чемпионата России среди юниоров (сезон 1994–1995) в паре с Екатериной Давыдовой. Серебряный призёр чемпионата России 1995 года в паре с Еленой Кустаровой. Трёхкратный чемпион Армении в паре с Анастасией Гребёнкиной. Мастер спорта России международного класса (1996).

## Семья
Дед Вазгена, Вааг Азроянц, родом из Эрзрума, был балетным танцовщиком, работал в Одессе. Мать Вазгена по национальности русская. Родители фигуриста жили в Одессе. В Армении Вазген никогда не жил, а гражданство этой страны принял по предложению федерации фигурного катания[уточнить], чтобы иметь возможность выступать за Армению в международных соревнованиях.

## Карьера

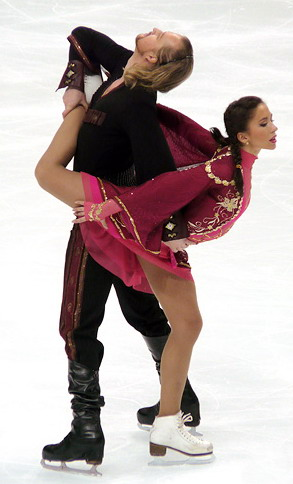

Начал кататься на коньках в возрасте четырёх лет. В танцах на льду с 12 лет. Занимался под руководством Натальи Линичук и Геннадия Карпоносова, Светланы Алексеевой. Линичук приметила двенадцатилетнего Азрояна в Одессе, откуда пригласила его в Москву, в школу «Динамо». Однако за три года партнёрши ему не нашлось, и молодой фигурист вернулся обратно. Спортивная карьера Азрояна могла бы так и завершиться, если бы вскоре его снова не позвала в Москву Алексеева, которая искала партнёра для Екатерины Давыдовой. Пара удачно выступила на Кубке России и отобралась на юниорский Чемпионат мира. Через год Азроян танцевал уже с дочерью Алексеевой, Еленой Кустаровой, с которой в 1995 году занял второе место на чемпионате России. Эта победа позволила паре отправиться на чемпионат Европы, после неудачного выступления на котором (17 место) Кустарова в конце сезона завершила карьеру, а Азроян возобновил тренировки у Линчук.
С 1996 по 1998 год Вазген выступал с Анастасией Гребёнкиной за Россию. На чемпионате страны 1998 года заняли седьмое место. Вскоре дуэт распался, Анастасия стала выступать в паре с Виталием Новиковым, а Вазген встал в пару с американкой Тиффани Хайден и начал представлять Армению.
В 2003 году Анастасия и Вазген снова встали в пару, теперь они представляли Армению. В разные годы тренировались под руководством Светланы Алексеевой, Ростислава Синицына, Кристофера Дина и Алексея Горшкова. Последним тренером пары был Александр Жулин. Они трёхкратные чемпионы Армении и первые армянские обладатели медали Гран-при по фигурному катанию (бронза NHK Trophy в 2005 году).
Пара являлась участниками Олимпиады в Турине, на которой заняла 20-е место. Вазген Азроян был знаменосцем команды Армении на церемонии открытия Олимпиады.
В 2006 году Анастасия и Вазген, ещё будучи действующими фигуристами, принимали участие в телешоу «Танцы на льду» на канале РТР. Вазген выступал в паре с певицей и актрисой Ладой Дэнс. ИСУ не одобрил участие действующих спортсменов в подобных шоу и выпустил письмо, в котором под угрозой отлучения от международных соревнований, рекомендовал им не принимать участия в телевизионных шоу, где есть элементы судейства.
На чемпионате Европы 2008 года Анастасия упала во время исполнения обязательного танца. Дуэт закончил выступление после минутной паузы, но затем отказался от продолжения борьбы. После этого пара решила завершить любительскую спортивную карьеру.
Осенью 2008 года Вазген принял участие в телешоу Первого канала российского телевидения «Ледниковый период», где выступал с певицей и телеведущей Верой Брежневой. С 2008 года занимается тренерской деятельностью и выступает постановщиком программ для фигуристов, например ставил короткую программу в сезоне 2008—2009 украинскому одиночнику Антону Ковалевскому. Также Вазген иногда комментирует соревнования по фигурному катанию на канале НТВ+. Вёл серию передач на радио «Моя Семья».

## Образование
Институт русского театра (Москва), факультет хореографии, специальность — хореограф-постановщик (2002 год).

## Спортивные достижения
(с Гребёнкиной за Армению)
| Соревнования                        | 2002—2003 | 2003—2004 | 2004—2005 | 2005—2006 | 2006—2007 | 2007—2008 |
| ----------------------------------- | --------- | --------- | --------- | --------- | --------- | --------- |
| Зимние Олимпийские игры             |           |           |           | 20        |           |           |
| Чемпионаты мира                     | 24        | 19        | 17        |           | 22        |           |
| Чемпионаты Европы                   |           | 13        | 11        | 14        | 14        | WD        |
| Чемпионаты Армении                  | 1         | 1         | 1         |           |           |           |
| Этапы Гран-при:Cup of China         |           |           | 8         |           | 6         |           |
| Этапы Гран-при:Trophée Eric Bompard |           | 9         |           | 9         | 9         | 6         |
| Этапы Гран-при:Cup of Russia        |           |           |           |           |           | 6         |
| Этапы Гран-при:NHK Trophy           |           |           |           | 3         |           |           |
| Турниры «Nebelhorn Trophy»          | WD        |           |           |           |           |           |
| Мемориал Ондрея Непелы              |           |           |           |           |           | 3         |
| Турниры «Skate Israel»              |           |           |           | 3         |           |           |
| Мемориал Карла Шефера               |           | 1         |           | 6         |           |           |

WD = снялись с соревнований
(с Хайден за Армению)
| Соревнования      | 1999—2000 | 2000—2001 |
| ----------------- | --------- | --------- |
| Чемпионаты мира   | 30        |           |
| Чемпионаты Европы | 23        | 26        |

(с Гребёнкиной за Россию)
| Соревнования                    | 1996—1997 | 1997—1998 |
| ------------------------------- | --------- | --------- |
| Чемпионаты России               | 4         | 7         |
| Турниры «Skate Israel»          |           | 4         |
| Турниры «Золотой конёк Загреба» | 3         | 2         |

(с Кустаровой за Россию)
| Соревнования      | 1994—1995 |
| ----------------- | --------- |
| Чемпионаты Европы | 17        |
| Чемпионаты России | 2         |